# 高槻市立うの花療育園
高槻市立うの花療育園（たかつきしりつうのはなりょういくえん）は、大阪府高槻市にある就学前の知的障害児を対象とした通園型の児童福祉施設。

## 概要
1973年に開園し、2003年に廃園となった高槻市立うの花養護幼稚園に代わる通園施設として2003年に開園した。指定管理者は社会福祉法人聖ヨハネ学園。卒園児は大阪府立高槻支援学校および大阪府立摂津支援学校の小学部、または地域の小学校に就学する。

## 所在地
大阪府高槻市郡家本町5番5号

## 交通手段
高槻市営バス今城塚古墳前停留所下車、徒歩数分。